# Atelognathus nitoi
La ranita del Challhuaco (Atelognathus nitoi) es una especie  de anfibios de la familia Batrachylidae.

## Distribución geográfica
Es endémica de la Argentina y Chile. Su rango altitudinal oscila entre 1300 y 1500 m s. n. m..